# Spodoptera retrahens
Spodoptera retrahens là một loài bướm đêm trong họ Noctuidae.